# Secamone rodriguesiana
Secamone rodriguesiana är en oleanderväxtart som beskrevs av Francis Friedmann. Secamone rodriguesiana ingår i släktet Secamone och familjen oleanderväxter. Inga underarter finns listade i Catalogue of Life.